# یوکیونن
یُوکیونِن (به فنلاندی: Jokioinen) یک منطقهٔ مسکونی در فنلاند است که در تاواستیای اصلی واقع شده‌است.